# Lucie Valore
Lucie Valore, pseudonyme de Lucie Veau, née à Angoulême le 18 mars 1878 et morte à Paris le 19 août 1965, est une artiste peintre et graveuse (aquafortiste et lithographe) française.

## Biographie

### Son activité de comédienne

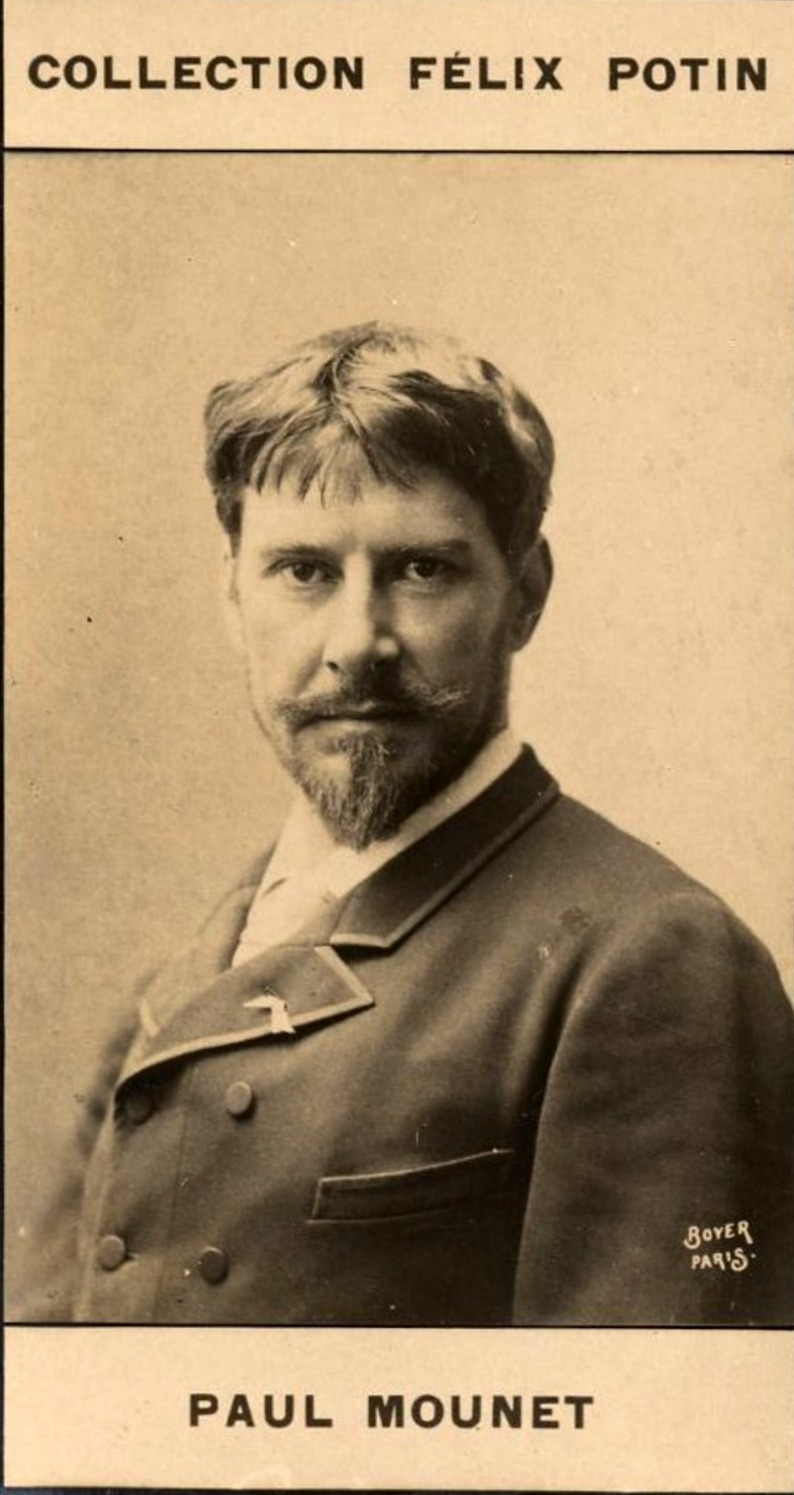
Paul Mounet.

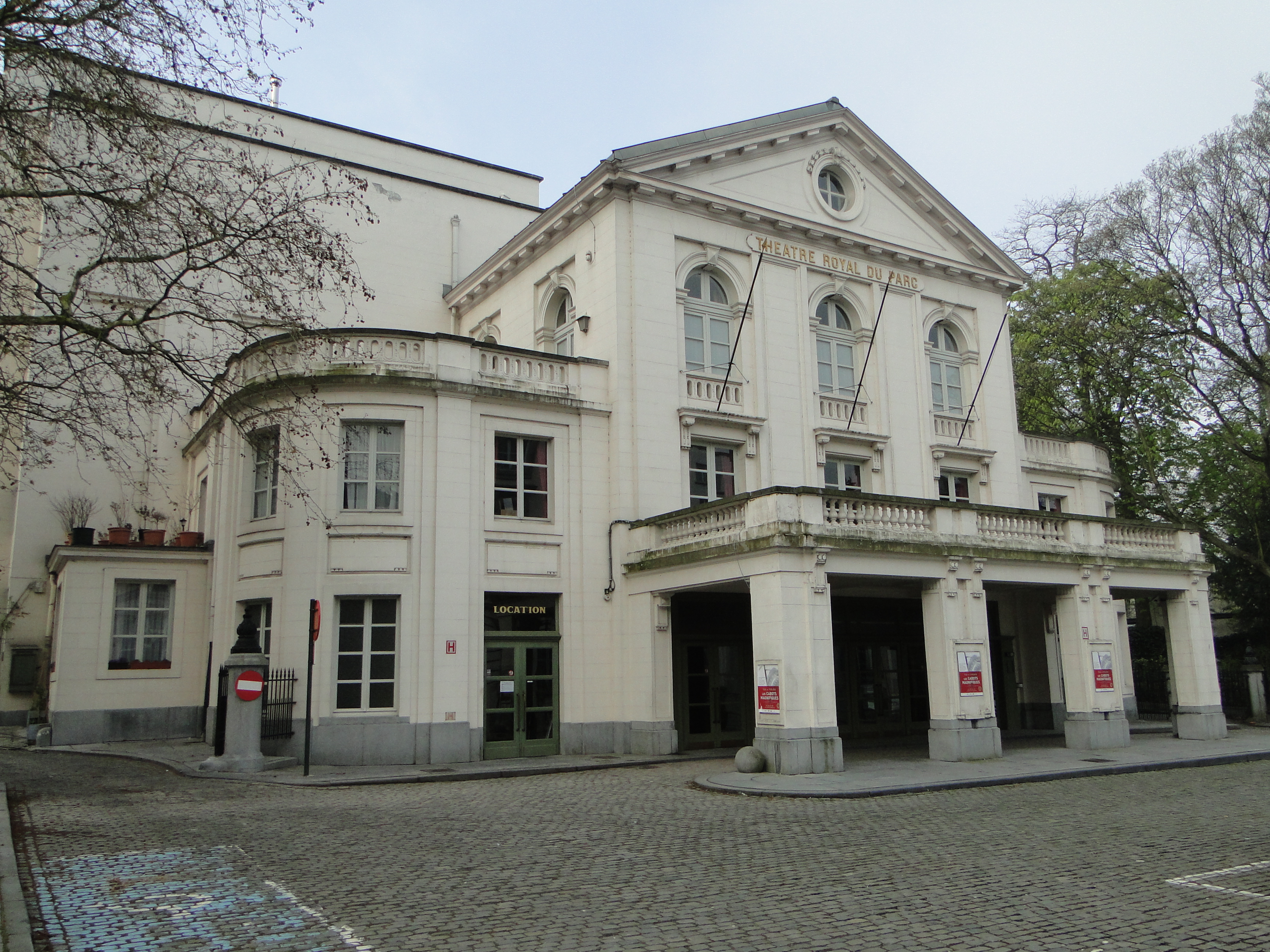
Bruxelles, le Théâtre royal du Parc.

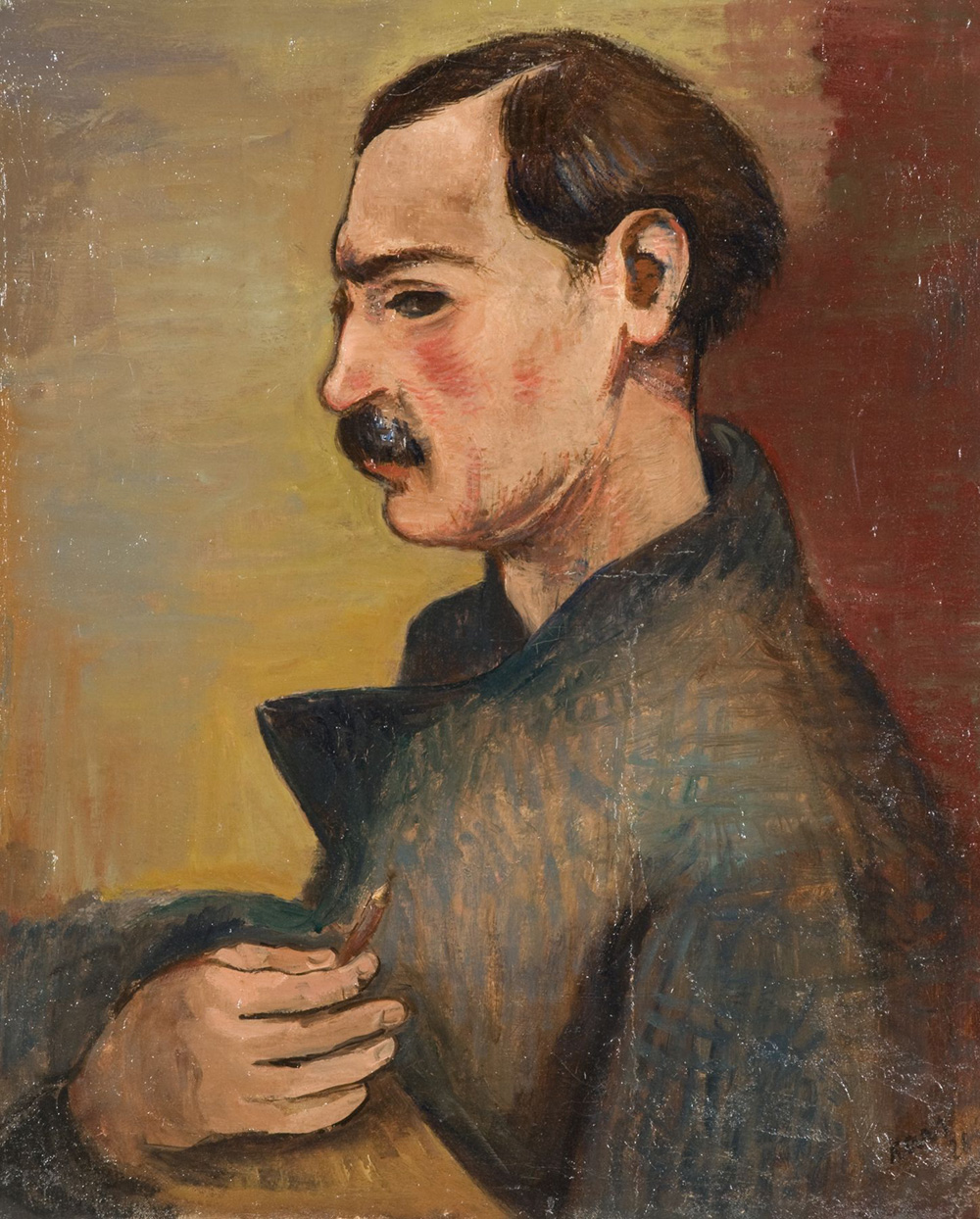
Georges Kars, Utrillo, 1926.

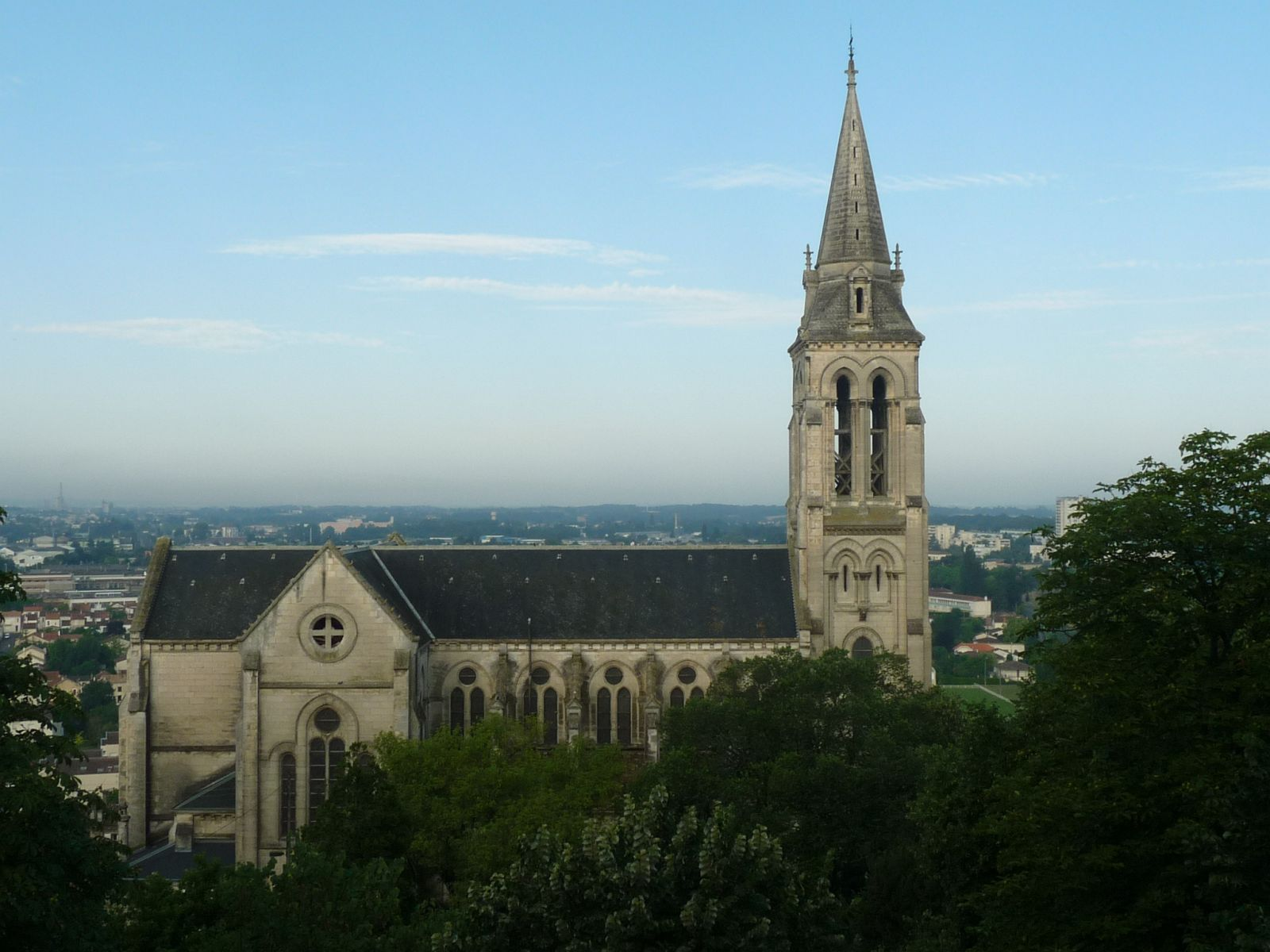
L'église Saint-Ausone d'Angoulême.

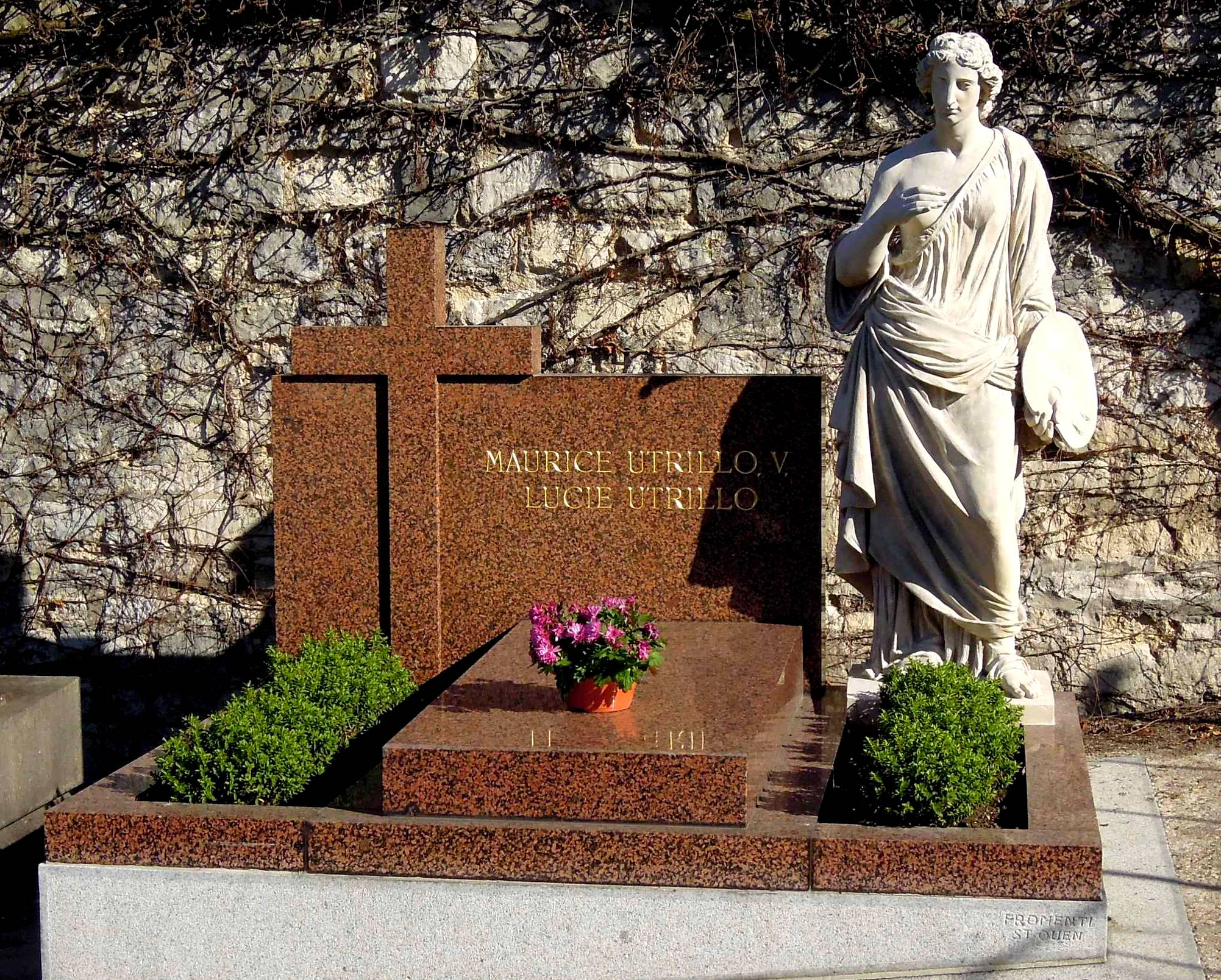
Cimetière Saint-Vincent, tombe de Maurice Utrillo et Lucie Valore.

Lucie Veau naît à Angoulême en 1878 du mariage de Lucien Veau et de Catherine Pillorget. Sa rencontre de Joseph Bernaud, sculpteur parisien missionné à Angoulême pour la restauration de la façade d'une chapelle - elle est alors serveuse dans le bistrot où il prend ses repas quotidiens - conduit à un mariage en 1901 à Paris où elle va vivre dorénavant (un enfant naît, Alice Fernande Bernaud, que Lucie Valore fait élever chez ses parents à Angoulême - beaucoup plus tard, Alice vivra quelque temps boulevard Flandrin avec sa mère), suivi d'un divorce en 1909. C'est à la Comédie-Française, où elle suit des cours d'art dramatique, que lui est suggéré le pseudonyme de Lucie Valore sous lequel elle est engagée par Paul Mounet.

### Son activité d'écriture
Lucie Valore se remarie en 1915 avec Robert Pauwels, riche banquier belge issu d'une famille de mécènes et lui-même collectionneur de tableaux, dont elle fit la connaissance au Théâtre royal du Parc de Bruxelles où elle était engagée comme actrice tandis qu'il y était abonné. C'est sous le nom de Lucie Pauwels qu'elle publiera en 1920, aux Éditions Oscar de Lamberty à Bruxelles, son roman Françoise en Belgique - 1914-1918 que l'historienne Sophie De Schaepdrijver analyse comme autobiographique, évoquant la vie de « Françoise d'Angoulême » en Belgique pendant les années de guerre, avec les incessantes réquisitions des occupants allemands et un voyage de l'héroïne en Hollande.
C'est après l'armistice de 1918 que Robert et Lucie Pauwels se partagent entre Bruxelles, le petit Domaine de la Doulce-France à Angoulême et leur appartement du boulevard Flandrin, dans le 16e arrondissement de Paris, fréquentant Montmartre où ils commencent à acheter des toiles à Suzanne Valadon et Maurice Utrillo, recevant ce dernier dans le cadre des après-midis littéraires qu'ils organisent dans leur salon du boulevard Flandrin. C'est dans ce contexte que Maurice Utrillo se fait littérateur, versifiant ses hommages à la généreuse hôtesse, comme dans ce sonnet À Madame Lucie Pauwels daté du 14 avril 1925 : « Combien de gratitude, ô je vous dois Madame – Pour vos dignes présents réconfortant mon âme, –  Pour vos mille bontés, ineffables cadeaux, – Que pour me chérir peintre vous m'adressez à flots. »

### Son activité de peintre
Les Valadon sont ainsi les plus chers amis du couple lorsque, emporté par des crises d'urémie, Robert Pauwels meurt en 1933, offrant à sa riche veuve de se faire encore plus étroitement dame de compagnie et confidente de Suzanne Valadon. C'est devant les inquiétudes de cette dernière (« Qui s'occupera de mon fils après ma mort ? ») que Lucie Valore lui dit être prête à épouser Utrillo, perspective dont Suzanne Valadon s'amuse dans un premier temps pour ensuite l'encourager : Jean-Paul Crespelle restitue que c'est bien plutôt « pour empoisonner André Utter, qui la trompait et la négligeait, que Suzanne Valadon avait favorisé ce mariage. Elle savait qu'en acceptant le départ de Maurice, elle coupait la source des revenus de son mari ». Le 18 avril 1935, Lucie Valore épouse Utrillo à Paris 16e  (le mariage religieux est célébré le 2 mai à Angoulême par Monseigneur Palmer, aumônier de la famille royale d'Espagne, en l'église Saint-Ausone). Le couple demeure au Domaine de la Doulce-France à Angoulême (situé au 22, rue Basse-Montausier, aujourd'hui rue Maurice-Utrillo) durant les deux années qui suivent le mariage, puis s'installe au Vésinet, successivement au 27, route de la Plaine et au 18, route des Bouleaux (villa La bonne Lucie dont, lorsqu'elle commence à peindre vers 1940 sur les conseils d'Utrillo, le mât constitue son atelier).
Lucie joue alors un rôle dans la gestion des finances du couple et surveille son époux pour le faire travailler et éviter sa rechute dans l'alcoolisme. Elle s'initie à la peinture, encouragée par son mari et sa belle-mère, et peint des portraits, des paysages et des natures mortes, dans un style frais et relativement naïf, et vend une de ses propres toiles au marchand Paul Pétridès en même temps que chaque toile d'Utrillo : Fernand Mourlot, restituant une visite au Vésinet en compagnie de l'éditeur Joseph Forêt, confirme : « sa peinture était impossible, mais si vous désiriez acheter un Utrillo, il fallait que vous achetiez aussi un Lucie Valore ».
En 1963, huit ans après la mort de son mari, elle fonde l’Association Maurice-Utrillo qui gère un centre de documentation sur Utrillo, Suzanne Valadon, André Utter et Lucie Valore (correspondances, photographies, catalogues de ventes ...) et une bibliothèque de plus de 3 000 ouvrages d'histoire de l'art.
Lucie Valore meurt en 1965, laissant ses biens et ses droits sur les œuvres de Maurice Utrillo à Jean Fabris, ancien homme de radio devenu son secrétaire, et repose auprès de Maurice Utrillo au cimetière Saint-Vincent, seul un mur de pierre séparant leur sépulture de la rue des Saules et du Lapin Agile. Une rue d'Angoulême porte aujourd'hui son nom.

## Iconographie
- Suzanne Valadon, Portrait de Lucie Valore, huile sur toile 55x46 cm, 1937[18],[19].
- Maurice Utrillo, Portrait de Lucie Valore, huile sur toile, 1939.
- Kees van Dongen, Portrait de Lucie Valore, huile sur toile, 1947, collection particulière, Japon[20].

## Contributions bibliophiliques
- Jean Vertex, Amitiés de Montmartre, eaux-fortes originales de Bernard Lamotte, Pablo Picasso, Maurice Utrillo et Lucie Valore, quatre-vingt cinq exemplaires numérotés, typographie François Bernouard, Paris, 1949.
- Jean Vertex (préface de Marcel Aymé), Le village inspiré - Chronique de la Bohème de Montmartre (1920-1950), illustré de douze gouaches de Maurice Utrillo et de dessins de Lucie Valore, quatre cent quatre-vingt dix exemplaires numérotés dont quatre-vingt cinq exemplaires avec une suite en hors-texte de Suzanne Valadon, Max Jacob, Edmond Heuzé, Marcel Leprin, Chas Laborde et Jules Pascin, Les Bibliophiles français, 1950.
- André Maurois, Paris Capitale, dix lithographies originales de Maurice Utrillo avec culs-de-lampe de Lucie Valore, deux cent sept exemplaires numérotés, Éditions Joseph Forêt, Paris, 1955.
- Sacha Guitry, Pierre Benoit, André Maurois, Edmond Heuzé, Fernand Crommelynck et Jean Cocteau, Maurice Utrillo V, lithographies originales de Maurice Utrillo, Suzanne Valadon et Lucie Valore (atelier Fernand Mourlot), deux cent-sept exemplaires numérotés, Joseph Foret, Paris, 1956.

## Expositions
- Lucie Valore, Galerie Bosc, Paris, février 1946.
- Maurice Utrillo, Lucie Valore - Paysages, portraits, fleurs, Galerie d'art du Faubourg, Paris, 1946.
- Maurice Utrillo - Lucie Valore, Galerie Paul Pétridès, Paris, mars 1950, janvier-février 1953[21].
- Maurice Utrillo présente les œuvres de Lucie Valore, Galerie Paul Pétridès, Paris, 1955.
- Maurice Utrillo, Suzanne Valadon, Lucie Valore - The personal collection of Mme Maurice Utrillo from the Utrillo home, « La bonne Lucie », Le Vésinet, France, Hammer Galleries, New York, mai-juin 1958.

## Réception critique
- « Probablement la dernière figure insolite de la Butte, Lucie Valore, créature primitive, rusée et mégalomane, durant vingt ans, "prolongea" la vie d'Utrillo, faisant de lui un petit bourgeois propret et parfaitement abruti, allant de son chevalet à son prie-Dieu, peignant des répliques de plus en plus indigentes des vues de la Butte auxquelles il devait sa gloire contre la promesse d'un verre de gros rouge coupé d'eau. "Toute ma vie, durant vingt ans, n'a eu qu'un sens,dit-elle, garder à la France l'un de ses fils les plus illustres". Robert Beachboard, André Warnod, Francis Carco ont raconté les scènes tragi-comiques qui marquèrent les fiançailles et le mariage d'Utrillo, l'opposition d'André Utter furieux de voir s'envoler la poule aux œufs d'or, et l'enlèvement final du pauvre Maurice favorisé par Suzanne Valadon ravie de jouer un bon tour à son mari. Il faudra un jour écrire l'histoire de Lucie Valore telle que la racontait Maurice de Vlaminck qui l'avait vu arriver à Montmartre au temps de son mariage avec le financier belge Pauwels. » - Jean-Paul Crespelle[11]
- « Natures mortes, portraits, paysages : des images en couleurs qui n'ont d'autres mérites que ceux attachés à la personnalité complexe de la bonne Lucie qui épousa Utrillo en 1935. Des œuvres qu'elle fit connaître en imposant habilement leur présence aux organisateurs des expositions Utrillo, habileté douteuse puisqu'une telle confrontation ne pouvait que souligner leurs faiblesses. » - Gérald Schurr[22]

## Collections publiques

### France
- Musée national d'art moderne, Paris, Fleur, dessin original dédicacé à Madame Franklin D. Roosevelt sur le programme de la soirée de gala au profit de l'Union des arts, Hôtel George-V, Paris, 15 janvier 1952 ; Femme dans un paysage, huile sur carton, 1958[23].
- Cabinet des estampes de la Bibliothèque nationale de France, Paris, Portrait d'Utrillo, lithographie en couleurs.

### États-Unis
- Metropolitan Museum of Art, New York, L'enfant au bateau, huile sur toile, 1948, donation Robert Lehman[3] ; Portrait d'Utrillo, lithographie en couleurs[24].

## Collections privées
- Jean Fabris[25].
- Gérald Schurr, Portrait d'Utrillo, dessin de Lucie Valore à la plume et au crayon, 1955[26].

### Filmographie
- La vie tragique d'Utrillo, moyen métrage de Pierre Gaspard-Huit, scénario de Roland Dorgelès, avec Jean Vinci (Utrillo jeune, 1re partie), Maurice Utrillo et Lucie Valore (eux-mêmes, 2e partie).
- Rendez-vous avec Maurice Chevalier n°3, court métrage de Maurice Régamey avec Maurice Chevalier, Michèle Morgan, Jerry Mengo, Gilbert Bécaud, Lucie Valore et Maurice Utrillo dans leurs propres rôles, 1954.